# Barbara Jordan (politikus)
Barbara Charline Jordan (Houston, 1936. február 21. – Austin, 1996. január 17.) amerikai ügyvéd, oktató, a Civil Rights Movement vezetője. Demokrata volt, az első nő, akit beválasztottak a  texasi szenátusba az újjáépítési korszak után, az első déli afroamerikai nő, akit beválasztottak a képviselőházba. Leginkább a Richard Nixon vád alá helyezési eljárása alatt a Képviselőház igazságügyi bizottsági meghallgatása előtti ékes nyitóbeszédéről ismert, és úgy, mint az első afroamerikai nő, aki vitaindító előadást tartott a Demokrata Nemzeti Konvención. Megkapta számos más kitüntetés közt az Elnöki Szabadság-érdemrendet. A  Peabody Award tanácsának felesküdt tagja volt 1978-tól 1980-ig.  Ő volt az első afroamerikai, akit a Texas State Cemetery-be temettek el.

## Fordítás
- Ez a szócikk részben vagy egészben  a   Barbara Jordan című angol Wikipédia-szócikk fordításán alapul.  Az eredeti cikk szerkesztőit annak laptörténete sorolja fel. Ez a jelzés csupán a megfogalmazás eredetét és a szerzői jogokat jelzi, nem szolgál a cikkben szereplő információk forrásmegjelöléseként.